# Верхня Хортиця (річка)
Ве́рхня Хо́ртиця — річка в Україні, у правобережній частині міста Запоріжжя. Права притока Дніпра (басейн Чорного моря). Одна з трьох річок Хортиць (Середня Хортиця та Нижня Хортиця), що впадають у Дніпро з правого боку навпроти острова Хортиця.  

## Опис
Довжина річки 15 км. Долина порівняно глибока, балкоподібна, у пониззі місцями заболочена. Річище слабозвивисте зі ставками. 

## Розташування
Верхня Хортиця утворюється злиттям річок Березнувата і Хуторська та на південному-сході Осипенківського мікрорайону між вул. Узбекістанська та вул. Робітнича.  
Виток річки Березнувата знаходиться у одноіменній балці Березнеговата, що починається на території селища Сонячне, Широківського ОТГ, приблизно навпроти вул. Північної. Біля вул. Тиражної зроблене велика штучна водойма за рахунок перекриття сбросу води. 
Виток річки Хуторська знаходиться між вул. Панаса Мирного та вул. Олександрівської на Бородинському мікрорайоні м. Запоріжжя
Тече переважно на південний схід. Впадає у річку Дніпро біля острова Байди, що знаходиться на Старому Дніпрі. У нижній течії починаючи від вул. Пожарського повністю каналізована. 
Праві притоки:  
1. струмок Кайдаш(Кайдацький)
2. невідомий струмок, що протікає у районі прохідної заводу Запоріжкабель.
3. річка Хортичанка (відокремлює північну частину Верхньої Хортиці від її західної частини).
4. річка Канцерівка (Канцурівка), вздовж якої була німецька колонія Розенталь (Канцерівка).

Ліві притоки:
1. струмок Вовчий (немає чіткого гирла)

## Гідротехнічні споруди та мости
Річку Березнувата пересікають дві магістралі - вул. Тиражну та вул. Братську. Пропуск річки проводиться через труби. Також присутні три насипи на ділянці від вул. Братській до гирла річки
На всій ділянці Вехньої Хортиці встановлені числені дамби та мости. Також є один тунель
Мости:   
1. вул. Давидова - пішохідний
2. вул. Дніпровське шосе - автомобільний
3. вул. Пожарського 19 - пішохідний
4. вул. Пожарського 18 - пішохідний
5. вул. Пожарського 34 - пішохідний
6. вул. Пожарського - АЗС Укрнафта - пішохідний

Дамби(насипи):
1. Пішохідний насип між вул. Дніпровське шоссе і гирлом Хортичанки
2. Пішохідний насип. Район гирла річки Канцерівка - прохід води забезпечує одна труба
3. ЖД насип з тунелем довжиною більше 45 метрів
4. Автомобільний насип. Район гирла річки В. Хортиця - прохід води забезпечує дві труби

## Історія
Річка утворена злиттям балок Широка (Кайдацька) та Берестова. Внаслідок перекриття дамбою перетекла через систему озер у русло Канцерівського ручаю і нині впадає у Дніпро так званою Вирвою. 

## Рекреація
Довгий час річка не мала рекреаційного значення, але останнім часом все більше привертається до неї уваги. Було зроблено, що найменше, два задокументованих сплави на байдарках(старт біля гирла Канцеровки) і САП дошках(старт біля В.Хортицького транспортного кільця у гирлі річки Хортичанка). 